# John-Day-Talsperre
Die John-Day-Talsperre (englisch: John Day Dam) im Nordwesten der USA staut den Columbia River zum Lake Umatilla auf. Die Talsperre wurde von 1958 bis 1971 vom U.S. Army Corps of Engineers gebaut. Sie ist eine von mehreren Talsperren im Columbia-Becken.
Der Stausee, der ab 1968 eingestaut wurde, ist 123 km lang und reicht bis zur McNary-Talsperre. Er liegt auf der Grenze der beiden Bundesstaaten Oregon und Washington. Der schmale, lang gestreckte Stausee ist etwa 1 bis 2 km breit und dient neben der Gewinnung von Wasserkraft auch der Bewässerung, der Schifffahrt, dem Angeln sowie Freizeitsport wie zum Beispiel Windsurfen. Knapp oberhalb der Staumauer mündet der John Day River in den Columbia.
Die 2327 m lange und bis zu 64 m hohe Gewichtsstaumauer wurde 348 km vor der Mündung des Columbia in den Pazifik und 45 km östlich der Stadt The Dalles, Oregon, errichtet. Auf Washingtoner Seite ist das nördlich gelegene Goldendale in einer Entfernung von 32 km der nächstgelegene Ort. In Oregon gehört die Talsperre zum Sherman County, in Washington zum Klickitat County.
Bestandteil der Stauanlage ist ein Wasserkraftwerk, das eine Nennleistung von 2.160 MW erzeugt. Bei seiner Fertigstellung soll das Krafthaus das zweitgrößte der Welt gewesen sein. Es gibt auch eine Schiffsschleuse und Fischleitern auf beiden Seiten der Staumauer.